# 欧洲联盟扩大
欧洲联盟（简称欧盟）最早有6个成员国，目前已有27个国家加入。拟加入欧盟的国家必须符合欧盟的哥本哈根标准，并且在政治和经济上达到欧盟的要求。

## 扩大简史

1958年欧洲经济共同体原创始六国

- 1950年：法国外交部长罗贝尔·舒曼发表了《舒曼宣言》，提议建立一个统一的欧洲。这份文件被认为是今日欧盟的最早起源。
- 1952年：比利时、荷兰、卢森堡、西德、法国和意大利正式组成欧洲煤钢共同体，為欧盟的前身。
- 1958年：6个欧洲煤钢共同体成员国组成欧洲经济共同体和欧洲原子能共同体。
- 1967年：三大共同体合并，成立欧洲各大共同体。
- 1973年：英国、爱尔兰和丹麦加入。
- 1981年：希腊加入。
- 1985年：格陵兰脫欧，成為最後一個在冰川地區的歐盟。
- 1986年：西班牙和葡萄牙加入。
- 1990年：东德与西德合并，欧盟的领土和人口因而扩大。
- 1995年：奥地利、瑞典和芬兰加入。
- 2004年：爱沙尼亚、拉脱维亚、立陶宛、波兰、捷克、匈牙利、斯洛伐克、斯洛文尼亚、马耳他和塞浦路斯加入。
- 2007年：罗马尼亚、保加利亚加入。
- 2013年：克罗地亚加入。
- 2020年：英國脱欧。

## 欧盟资料
| 国家       | 加入年份 | 人口 | 面积    | GDP   | 人均GDP (PPP) |
| ---------- | -------- | ---- | ------- | ----- | ------------- |
| 奥地利     | 1995     | 8.2  | 83858   | 227.7 | 27,900        |
| 比利时     | 1952     | 10.3 | 30510   | 299.7 | 29,200        |
| 保加利亚   | 2007     | 7.5  | 110910  | 49.2  | 6,500         |
|            | 2013     | 4.4  | 56542   | 43.1  | 9,800         |
| 賽普勒斯1  | 2004     | 0.8  | 9250    | 9.4   | 15,000        |
| 捷克       | 2004     | 10.2 | 78866   | 157.1 | 15,300        |
| 丹麦2      | 1973     | 5.4  | 43094   | 155.3 | 28,900        |
| 爱沙尼亚   | 2004     | 1.4  | 45226   | 15.5  | 11,000        |
| 芬兰       | 1995     | 5.2  | 337030  | 133.8 | 25,800        |
| 法國       | 1952     | 60.2 | 547030  | 1558  | 26,000        |
| 德国3      | 1952     | 82.4 | 357021  | 2160  | 26,200        |
| 希腊       | 1981     | 10.7 | 131940  | 203.3 | 19,100        |
| 匈牙利     | 2004     | 10.0 | 93030   | 134.0 | 13,300        |
| 愛爾蘭     | 1973     | 3.9  | 70280   | 113.7 | 29,300        |
| 義大利     | 1952     | 58.0 | 301320  | 1455  | 25,100        |
| 拉脫維亞   | 2004     | 2.3  | 64589   | 21.0  | 8,900         |
| 立陶宛     | 2004     | 3.5  | 65200   | 30.0  | 8,400         |
| 盧森堡     | 1952     | 0.5  | 2586    | 21.9  | 48,900        |
| 馬爾他     | 2004     | 0.4  | 316     | 6.8   | 17,200        |
| 荷蘭       | 1952     | 16.2 | 41526   | 437.8 | 27,200        |
| 波蘭       | 2004     | 38.6 | 312685  | 373.2 | 9,700         |
| 葡萄牙     | 1986     | 10.1 | 92931   | 195.2 | 19,400        |
| 羅馬尼亞   | 2007     | 22.3 | 238391  | 169.3 | 7,600         |
| 斯洛伐克   | 2004     | 5.4  | 48845   | 67.3  | 12,400        |
| 斯洛維尼亞 | 2004     | 1.9  | 20253   | 37.1  | 19,200        |
| 西班牙     | 1986     | 40.2 | 504782  | 850.7 | 21,200        |
| 瑞典       | 1995     | 8.9  | 449964  | 230.7 | 26,000        |
| 总计       |          | 489  | 4382795 | 10684 | 21,953        |

2022年欧洲联盟成员及申请国家
成员国
候选国
计划中的扩大区域

1 表中的塞浦路斯，指的是现在国际上承认的塞浦路斯政府，其实际控制区只有南部希腊族人的居住区。北塞浦路斯当局控制着北部土耳其族人居住区，国际上并不承认，所以也没有加入欧盟，而欧盟法律在当地也不适用。
2 格陵兰于1985年举行全民公决，决定离开欧盟。
3 德国于1990年统一，因此东德是在此时才加入欧盟的。
注释（下同）：
- 人口的单位是百万人
- 面积的单位是km²
- GDP的单位是十亿美元，是以2001年的购买力平价为准
- 人均GDP的单位是美元，以2001年的购买力平价为准

## 计划中的扩大
欧盟目前计划中的扩大（入盟候选国）包括九个国家（和地区）：土耳其、西巴尔干地区的阿尔巴尼亚、波黑、科索沃（主权争议）、黑山、北马其顿、塞尔维亚、烏克蘭、摩尔多瓦和格魯吉亞。

未来扩大计划
成员国
候选国
计划中的扩大区域

| 谈判进程   | 正在审查 | 审查完成 | 正在谈判 | 冻结谈判 | 完成谈判 | 参见                         |
| ---------- | -------- | -------- | -------- | -------- | -------- | ---------------------------- |
| 蒙特內哥羅 | 0        | 33       | 33       | 0        | 7        | 蒙特內哥羅加入欧盟           |
| 土耳其     | 0        | 33       | 17       | 16       | 1        | 土耳其加入欧盟               |
| 塞爾維亞   | 0        | 34       | 22       | 0        | 2        | 塞尔维亚加入欧盟             |
| 阿尔巴尼亚 | 0        | 33       | 24       | 0        | 0        | 阿尔巴尼亚加入欧盟           |
| 北馬其頓   | 0        | 33       | 0        | 0        | 0        | 北马其顿加入欧盟             |
| 摩尔多瓦   | 27       | 27       | 0        | 0        | 0        | 摩尔多瓦加入欧盟             |
| 乌克兰     | 25       | 25       | 0        | 0        | 0        | 乌克兰加入欧盟               |
|            | 0        | 0        | 0        | 0        | 0        | 波斯尼亞與黑塞哥維納加入欧盟 |
| 目标       | -        | 33-35    | -        | -        | 33-35    |                              |

### 西巴爾幹半島
2003年歐洲理事會在塞薩洛尼基的首腦會議將西巴爾幹的一體化作為歐盟擴張的優先事項。這一承諾是為了在南斯拉夫內戰之後穩定該地區，這是20世紀90年代導致南斯拉夫解體的一系列內戰。
斯洛文尼亞是第一個獲得成員國資格的前南斯拉夫國家，於2004年加入歐盟。第二個獲得成員國資格的前南斯拉夫國家是克羅地亞，於2013年加入歐盟。
阿爾巴尼亞、塞爾維亞、波斯尼亞、北馬其頓及黑山都是歐盟候選國，塞爾維亞、黑山及阿爾巴尼亞正在進行入盟談判。波斯尼亞和黑塞哥維那已申請加入，直至2022年12月才正式成為候選國，而2008年宣布獨立的科索沃並未得到所有歐盟國家或塞爾維亞的承認。2022年12月15日，科索沃申請加入歐盟。當時歐盟委員會主席容克澄稱關於西巴爾幹國家入盟進度期限，許多媒體報道有誤，不一定只有塞爾維亞和黑山才能在2025年入盟，所有西巴爾幹國家都可能2025年前加入歐盟。
雖然北馬其頓與希臘雙方就國家名稱問題上一度達成共識，但最新一任北馬其頓總統不滿意該國現時國家名稱，加上北馬其頓與保加利亞亦有領土爭議，致使希臘和保加利亞也反對北馬其頓進行入歐談判程序，最終歐盟宣佈阿爾巴尼亞可以於2024年10月15日正式進行入歐談判，而北馬其頓暫時只能停留在入歐章節審查完成階段。

|                      | 國家                         | 狀況          | 歐盟協議         | 申請入盟   | 候選國     | 開始談判   | 完成談判   | 章節       | 入盟障礙                                                                         |
| -------------------- | ---------------------------- | ------------- | ---------------- | ---------- | ---------- | ---------- | ---------- | ---------- | -------------------------------------------------------------------------------- |
| 阿尔巴尼亚           | 阿尔巴尼亚加入欧盟           | 候選國 談判中 | 2009-04-01 (SAA) | 2009-04-28 | 2014-06-24 | 2024-10-15 | –          | –          | 腐敗，有組織犯罪，司法政治化。                                                   |
| 波斯尼亚和黑塞哥维那 | 波斯尼亞和黑塞哥維那加入歐盟 | 候選國 談判中 | 2015-06-01 (SAA) | 2016-02-15 | 2022-12-15 | 2024-03-21 | –          | –          | 憲法需要重大改革，對國家的未來幾乎沒有一致意見。                                 |
| 格鲁吉亚             | 格魯吉亞加入歐盟             | 候選國        | 2016-07-01 (AA)  | 2022-03-03 | 2023-12-14 | –          | –          | –          | 俄羅斯附庸國南奧塞梯和阿布哈茲佔領格魯吉亞領土，經濟發展程度低。                 |
| 科索沃               | 科索沃加入歐盟 (狀態爭議)    | 潛在 候選國   | 2016-04-01 (SAA) | 2022-12-15 | –          | –          | –          | –          | 仍然在歐盟法治援助使命之下，嚴峻的政治和腐敗問題，有領土主權爭議。               |
| 摩尔多瓦             | 摩爾多瓦加入歐盟             | 候選國 談判中 | 2016-07-01 (AA)  | 2022-03-03 | 2022-06-24 | 2023-12-14 | –          | –          | 德涅斯特河沿岸衝突和俄羅斯在德涅斯特河沿岸的相關軍事存在。                       |
| 北馬其頓             | 北馬其頓加入歐盟             | 候選國        | 2004-04-01 (SAA) | 2004-03-22 | 2005-12-17 | –          | –          | –          | 對民主和法治的擔憂。                                                             |
| 蒙特內哥羅           | 黑山加入歐盟                 | 候選國 談判中 | 2010-05-01 (SAA) | 2008-12-15 | 2010-12-17 | 2012-06-29 | 2013-06-27 | 7/30 of 33 | 腐敗問題仍較嚴重，政治和經濟進展緩慢，關注黑山和塞爾維亞加入歐盟之前的談判進度。 |
| 塞尔维亚             | 塞爾維亞加入歐盟             | 候選國 談判中 | 2013-09-01 (SAA) | 2009-12-22 | 2012-03-01 | 2014-01-21 | 2015-03-24 | 2/12 of 34 | 正在進行關於科索沃的領土主權爭端，近期在打擊腐敗方面沒有取得進展。               |
| 乌克兰               | 烏克蘭加入歐盟               | 候選國 談判中 | 2017-09-01 (AA)  | 2022-02-28 | 2022-06-24 | 2023-12-14 | –          | –          | 目前處於俄羅斯入侵烏克蘭戰爭陰影下，而且經濟水準低下。                           |

1. ↑  不包括第34章（機構）和第35章（其他問題），因為這些不是立法章節。

### 最新入盟国家
在克罗地亚于2013年7月1日加入歐盟後，近年暫無國家加入歐盟。

### 开始入盟谈判的国家
土耳其：土耳其最早在1963年就表达了希望加入欧盟的愿望，并在该年成为欧共体联系国，1987年申请入盟，1995年加入欧盟关税同盟，1999年成为欧盟正式候选国，2005年开始入盟谈判，但截至2013年5月，入盟谈判有半数的项目处于冻结状态，仅完成一项谈判。其入盟过程被认为是最为漫长的。
但是，最近的发展表明一个新的改革计划正在进行中，目前执政的土耳其正义与发展党是一个亲欧洲的伊斯兰政党，在该党执政期间，土耳其已经解除了关于教授库尔德语的禁令，并且废除死刑。土耳其也积极支持联合国关于统一塞浦路斯的计划，这将对塞浦路斯境内的土耳其族人起到很大影响。
反对土耳其加入欧盟的人士主要持几个理由，包括土耳其的大部分领土都在亚洲而非欧洲境内，以及该国的人权状况。而支持者则认为，土耳其在近500年的欧洲历史中扮演重要角色，而且它自己也认为自己是一个欧洲国家。还有一些人则认为欧盟之所以不愿意接纳土耳其是因为它是一个穆斯林国家（虽然非常世俗化），因为欧盟的宗教以基督教为主流，而且已经是完全世俗化的社会。另一方面賽普勒斯這個不被土耳其所承認的國家已於2004年加入歐盟，可能也會讓土耳其的入盟之路更顯坎坷。
仅从地缘战略方面考虑，土耳其加入欧盟有着比西巴尔干和前苏联各国更高的迫切性，土耳其加入将使欧盟控制欧亚之间的咽喉，无论经济和军事方面都有着重大意义。但土耳其和欧洲拥有不同的文化，而且土耳其是个地区大国，这两点是土耳其入盟难的深层次原因（即如果土耳其有更多欧洲特征，或仅仅是个小国，表面的入盟障碍将很容易跨越）。
目前还无法得知土耳其入盟的日期，或者说土耳其能否最终入盟也并非十分乐观。目前土耳其的入盟谈判进展艰难，半数谈判项目被冻结，土耳其与欧盟之间需要缩短巨大的政治经济文化差距，谈判双方也必须作出巨大妥协，才有可能完成谈判；即便是将来某个时间最终达成协议，欧盟各成员国批准条约也将十分困难，因为文化上的巨大差异，欧盟很多成员国排斥伊斯兰文化的民意强烈，而且似乎没有扭转的迹象，但协议必须欧盟全体成员国批准，因此入盟前景并不光明。近期隨著歐盟內部陸續爆發的歐債危機似乎讓土耳其政府對加盟一事的態度轉趨保守起來，土耳其民眾對於歐盟的支持也大幅度的滑落，另一方面，隨著亞洲經濟的崛起，中华人民共和国等亞洲國家也積極的邀請土耳其加入上海合作組織等種種因素，使土耳其能否會如願2020年後加入歐盟出現不小的變數，2016年土耳其發生政變，總統埃爾多安在事後大規模逮捕與政變有關的人士，使得土耳其與歐盟的關係降到最低點，2016年11月26日，歐洲議會通過一項無約束力決議，建議暫停與土耳其的入盟談判。

### 緊急申請入盟
由於俄羅斯於2022年2月24日開始非法入侵烏克蘭，使東歐3個國家都在同年2月下旬到3月上旬緊急申請加入歐盟，包括烏克蘭、格魯吉亞及摩爾多瓦，而歐盟委員會更通過大比數投票，支持烏克蘭可能不用透過漫長的入歐談判而有機會快速加入歐盟，藉此作為反制俄羅斯軍事入侵烏克蘭的舉動。
乌克兰：乌克兰政府同意，应该与欧盟而非俄罗斯发展更紧密的关系。但是俄罗斯的反對是乌克兰入盟的最大障碍。2004年4月，在欧盟扩大的前夜乌克兰与欧盟官员举行的会谈再度打破了乌克兰加入欧盟的梦想，在这次会议上欧盟官员决定不将乌克兰归为市场经济体制。在目前，乌克兰可能与欧盟发展一种特殊的关系，因为乌克兰与已经是欧盟成员之一的波兰有着密切联系，它的入盟也受到波兰的强烈支持。在21世纪的头几年，乌克兰终于走出经济困境，工业产值增加，出口增长，通货膨胀获得控制。如果乌克兰能够继续坚持改革，它有可能在2020年加入欧盟。目前歐盟對於烏克蘭宣佈中止簽署聯繫國協定（Association Agreement）的決定也宣佈將暫時擱置簽署聯合協議的談判，現今烏克蘭是否能在未來加入歐盟，而烏克蘭實際上在東部部分區域處於內戰狀態，導致出現不明朗態勢。
2004年末的“橙色革命”，使乌克兰的入盟可能大大提高。尤先科總統實行親西方親歐盟政策，大力加强与欧盟的关系，并提出四点计划：先把乌克兰的市场经济地位确立、然後加入世界貿易組織、再成为欧盟候選國、最后成为欧盟成员国。
2013年11月底，時任烏克蘭親俄總統亞努科維奇突然宣佈中止與歐盟簽署聯繫國協定的計劃並聲稱將加強與俄國之間的關係，此舉令烏克蘭政局陷入不安。
2013至2014年的乌克兰親歐盟示威運動，導致親俄總統亞努科維奇下臺，親歐盟的政府重新上台執政，令烏克蘭與俄羅斯關係緊張，在俄羅斯壓力下，烏克蘭仍無法使其與歐盟關係更進一步。而且烏克蘭的鄰國俄羅斯派兵佔領克里米亞半島，目前隨著親俄武裝份子發起的頓巴斯戰爭衝突加劇的情況有可能使烏克蘭加入歐盟的努力化為烏有。
2022年2月28日，俄羅斯入侵烏克蘭期間，烏克蘭總統澤連斯基宣布申請加入歐盟。
2022年3月2日，就在烏克蘭總統澤連斯基宣佈申請加入歐盟後幾日，歐盟內部召開會議及投票，最終以630票通過烏克蘭的請求，歐洲議會建議烏克蘭成為歐盟候選國。2022年6月23日，烏克蘭成為歐盟候選國。2023年12月14日啟動入盟談判。
格魯吉亞：格魯吉亞政府表示緊急申請加入歐盟能夠使格魯吉亞與歐洲走在一起及反映格魯吉亞對俄羅斯入侵烏克蘭行為表達強烈不滿的信息，而格魯吉亞政府擔心如果不加入歐盟，格國境內的親俄分裂不受國際承認國家（即南奧塞梯与阿布哈茲）可能會隨時以侵犯主權借口，而會令俄羅斯政府派軍隊入侵格魯吉亞領土，格魯吉亞已在2022年3月3日透交入歐申請。2022年6月23日，欧盟通过投票宣布格魯吉亞成為歐盟潛在候選國。
摩爾多瓦：摩爾多瓦政府表示緊急申請加入歐盟是對於俄羅斯可能入侵摩爾多瓦東部親俄不被國際承認的國家德涅斯特河沿岸的隱憂，而加入歐盟亦有助令摩爾多瓦經濟加快增長，摩爾多瓦已在2022年3月3日透交入歐申請。2022年6月23日，摩爾多爾成為歐盟候選國。2023年12月14日啟動入盟談判。

### 具有候选国资格的巴爾幹国家
北马其顿：马其顿于2004年3月22日正式申请成為加入欧盟的申請國，欧盟在2005年11月9日做出推荐馬其頓成为欧盟会员国的候選國，並且在12月17日作出同意馬其頓成為歐盟的正式候選國，但是還沒決定何時開始進行入會談判。而马其顿在开始展开入盟谈判之前可能先要解决或减少与希腊的双边争端，尤其是"馬其頓"這個名稱上的問題，因為目前希臘對北馬其頓加入歐盟的態度是持反對意見的。此外与塞尔维亚相似，马其顿国内也面临着阿尔巴尼亚族人独立的问题。马其顿官员曾表示希望马其顿能在2010至2015年间加入欧盟。
2019年1月11日，马其顿议会通过了一项宪法修正案，同意将国家名称改为北马其顿共和国，并于同年2月12日正式改名，为加入欧盟扫清了障碍。北馬其頓最終在2019年6月獲准啟動入盟談判雖然歐盟批准阿爾巴尼亞在2019年6月啟動入盟談判，但由於有歐盟成員國在北馬其頓入歐談判議題上投反對票，故北馬其頓入歐談判同阿爾巴尼亞一樣要暫時押後，最終北馬其頓與阿爾巴尼亞已在2022年7月展開入歐談判。
阿尔巴尼亚：阿尔巴尼亚主要人口（95%）是阿尔巴尼亚族，已于2014年获得欧盟的正式入盟候选国地位。阿尔巴尼亚的入盟问题取决于它的经济发展和边境纠纷。没有人能够预测何时阿尔巴尼亚會正式成為欧盟成員國，因为毕竟该国1991年才刚刚打开国门。此外該國還面臨貪污問題嚴重、政治動蕩不安和公共基礎建設嚴重落後其他歐洲國家的問題，不過近年阿爾巴尼亞已有顯著的改進。
2017年初，歐洲議會警告阿爾巴尼亞政府領導人說，六月份的議會選舉必須是“自由和公平的”，然後才能開始進行加入歐盟的談判。歐洲議會還對調查和法庭案件中的選擇性司法、腐敗、司法程序的總體長度和政治干預表示擔憂，但歐盟新聞稿表達了一些樂觀的態度：阿爾巴尼亞政府積極保持改革勢頭對入盟很重要，我們必須準備在阿爾巴尼亞入盟過程中盡可能地支持它。而在議會選舉結束後監察阿爾巴尼亞整個選舉過程的歐盟特派選舉觀察團和該國的反對派均表示阿爾巴尼亞選舉過程自由和公平，最大的執政黨阿爾巴尼亞社會黨亦取得關鍵的70個以上國會議席，而執政黨取得過半數議席將有助改革阿爾巴尼亞司法制度和貪污問題，藉此加快入盟進度。時任阿爾巴尼亞總理埃迪·拉馬在發布會上説，阿方已完成歐盟所要求的司法改革第一步即法官和檢察官背景審核工作。路透社援引未具名歐盟官員的解釋説，司法改革進展相當于完成部分入盟章節談判，趕上了此前入盟進度較快的國家。
在2018年2月的歐盟峰會上容克說阿爾巴尼亞和馬其頓有望於2019年6月獲准啟動入盟談判，雖然歐盟批准阿爾巴尼亞和北馬其頓在2019年6月啟動入盟談判，但由於有歐盟成員國在阿爾巴尼亞入歐談判議題上投反對票，故阿爾巴尼亞入歐談判同北馬其頓一樣要暫時押後，最終歐盟宣佈阿爾巴尼亞可以在2024年10月15日正式進行入歐談判，而北馬其頓則因希臘和保加利亞2個歐盟成員國反對而需要押後入歐談判進程。
蒙特內哥羅：蒙特內哥羅于2006年6月独立，新独立的蒙特內哥羅表现出强烈的入盟意愿，并得到欧盟的积极响应，目前蒙特內哥羅国内实际流通的货币就是欧元。雖然该国在政局上相較於鄰國塞尔维亚、科索沃、波斯尼亚和黑塞哥维那或是阿尔巴尼亚穩定，但仍面对生态问题以及高犯罪率和法律方面的漏洞。截至2025年7月，入盟谈判完成7项。
塞尔维亚：蒙特內哥羅于2006年6月独立后，塞尔维亚继承了原塞尔维亚和蒙特內哥羅联盟的谈判路程。塞尔维亚必须面对科索沃地区的阿爾巴尼亞民族争端问题，以及塞尔维亚南部的贫穷和普遍的腐败问题。儘管塞爾維亞至今仍未承認科索沃獨立，但塞尔维亚的入盟谈判已于2014年启动（但最近塞爾維亞入歐談判停滯不前已久），其入歐談判展開時間還早於2024年開始入歐談判的阿爾巴尼亞（阿爾巴尼亞承認科索沃獨立以及科索沃也是阿爾巴尼亞族為主導）。

## 西欧未加入欧盟的国家
广义西欧是指欧洲西半部，面积500万平方公里，占欧洲的一半左右。它们包括了冷战期间的西方阵营和保持中立的发达经济体，多数西欧国家都是欧盟的创始国。仍有少数西欧富裕国家未加入欧盟，但欧盟给它们提供了多项只有欧盟成员国才享有的一体化成员资格，比如欧洲经济区成员国、申根协议签约国、欧元铸币许可国等等，这些成员资格都仅限于欧盟成员和剩下的西欧国家。原有的欧洲自由贸易联盟也仅限于这些西欧国家。有些未加入申根协议的国家，如圣马力诺、摩纳哥、梵蒂冈(列支敦士登2011已加入申根协议)，由于开放边界，即与相邻国家没有边界检查，因此持有申根签证也可以进入这些国家。
|                  | 西欧三国 | 西欧三国 | 西欧三国 | 五个微型国 | 五个微型国     | 五个微型国 | 五个微型国 | 五个微型国 | 备注                       |
|                  | 瑞士     | 挪威     | 冰岛     | 圣马利诺   | 安道尔         | 摩纳哥     | 梵帝冈     | 列支敦士登 | 备注                       |
| ---------------- | -------- | -------- | -------- | ---------- | -------------- | ---------- | ---------- | ---------- | -------------------------- |
| 欧洲经济区       | 协议     | 成员     | 成员     | -          | -              | -          | -          | 成员       | 其它成员都是欧盟国家       |
| 欧洲自由贸易联盟 | 成员     | 成员     | 成员     | -          | -              | -          | -          | 成员       | 无其它成员                 |
| 欧盟关税同盟     | -        | -        | -        | 成员       | 成员           | 成员       | -          | -          | 其它成员除了欧盟还有土耳其 |
| 申根区           | 成员     | 成员     | 成员     | 开放边界   | 松散的边界检查 | 开放边界   | 开放边界   | 成员       | 其它成员都是欧盟国家       |
| 有权铸造欧元硬币 | -        | -        | -        | 有权       | 有权           | 有权       | 有权       | -          | 其它成员都是欧盟国家       |

### 西欧三国
瑞士、挪威、冰岛虽然未加入欧盟，但它们素来是发达的西欧的一部分，无论是经济、宗教、文化等等方面和欧盟几乎是融为一体的。它们甚至比大多数欧盟国家富裕，因此只要它们愿意作出一些让步，就能加入欧盟。三国都加入了申根协定，都是欧洲自由贸易联盟(EFTA)成员国（挪威和冰岛加入了欧洲经济区，瑞士通过瑞士-欧盟双边协议参与欧洲单一市场）。
瑞士：瑞士曾经与欧洲经济共同体展开过入盟谈判，但是1992年的一次全民公决否决了加入欧盟的提案。之后举行的几次公决（最近的一次是在2001年3月4日）显示，大多数瑞士人反对加入欧盟。反对的主要原因是担心瑞士在加入后会丧失中立性和独立性。瑞士联邦政府目前的政策是与欧盟签订单独的条约，包括人员的自由往来等。
挪威：与其他斯堪的纳维亚国家一样，挪威不太愿意将部分主权交给一个国际组织，而且挪威政府也希望能够保持自己海域内捕鱼的控制权。挪威曾经两次申请加入欧共体和欧盟，但两次都因全民公决的结果反对而中止。2005年，首相延斯·斯托爾滕貝格表示，不會再嘗試讓挪威加入歐盟。
冰岛：与多数加入欧盟的候选国不同，冰岛入盟的主要障碍并非来自欧盟苛刻的条件，相反来自于冰岛本身入盟的愿望并非足够强烈。与挪威一样，冰岛希望保持对自己海域内捕鱼权的控制。自2008年末冰島爆發金融危機後，冰島政府认真考慮加入歐盟的可能性，新上台的冰島政府已將加入歐盟的申請書交予瑞典政府。虽然申请入盟时间比较靠后，冰岛是开始入盟谈判各国中进展得最顺利的国家，33项谈判中，截至2013年5月，已完成11项，16项正在进行，剩下6项也都完成前期准备。近年随着欧洲金融业持续动荡，冰岛民众对于加入欧盟的热情已经大减，多次民调显示，支持冰岛加入欧盟的只占少数，不过支持继续入盟谈判的民众仍居多。
2014年2月，冰島政府表示，冰島將在不舉行公投的情況下放棄加入歐盟的申請。冰島執政聯盟已經就「撤回加入歐盟申請」達成共識，並且已經起草議案，獲得國會通過後，將向歐盟遞交正式撤回申請的公文。冰島政黨聯盟，在議會選舉中獲勝組成新政府，從新政府組成後，就不斷透露不願加入歐盟的意向，從去年開始，冰島政府就已停止加入歐盟的相關行動。
目前冰島的執政黨已經就「撤回加入歐盟申請」達成共識，並且起草議案，草案中提到，撤回入盟申請，不再需要公投決定，今後如果冰島民眾還想加入歐盟，則可經由公投再次啟動程序。

欧洲5个微型国

### 西欧微型国家
各个微型国都事实上依附于它們的鄰國，缺乏完整的武裝力量，需要大國提供保護。外交和经济方面則幾乎完全依附于大国，通常使用邻国货币，因此事實上国民已经生活在欧盟之中。因此這一類國家對加入欧盟缺乏强烈意愿，欧盟大国也不愿意为这些小国付出政治代价（如轮值主席国、欧洲议会席位等等）。卢森堡和馬爾他虽然面积狭小，但人口众多（均多于冰岛共和国），有足够人力建立健全的行政、外交、金融、防务机构，通常不被当作微型国家，因此两国是欧盟的正式成员国。
圣马力诺、安道尔、摩纳哥等小国不大可能加入欧盟，因为這些主权国家奉行的特殊经济法规牴觸了欧盟的有關规定。
梵蒂冈由于其政教合一的體制不會加入欧盟。
列支敦士登的外交政策追隨瑞士。如果瑞士不加入歐盟，它也不會加入。

## 东欧未加入欧盟的国家

### 西巴尔干两穆斯林国
西巴尔干的国家处于欧盟国家包围之中，欧盟从内部完整性和稳定性考虑，很可能会最终吸纳它们入盟。昔日的極左派政权、兵戎相见、貪污腐败严重、独裁等等问题都有可能逐渐或已經改善，唯一无法改变的是西巴爾幹部分国家民族的宗教信仰，所以某些以伊斯兰教為主的国家仍可能留在欧盟之外。阿尔巴尼亚及马其顿（已成為歐盟候選國），波黑（申請入盟），科索沃（歐盟協議）四个穆斯林-半穆斯林国家大部分都属于非候选国或未启动谈判的候选国，而其它同区域国家（例如塞爾維亞和黑山）都至少开始了入盟谈判，不過目前歐盟已批准在2019年6月展開阿爾巴尼亞的入盟談判。而正是这个原因，所有巴爾幹穆斯林人口為主国家（包括土耳其），入盟程序都较为拖延。
- 欧盟扩大中的穆斯林问题：与欧盟密切相关国家中，穆斯林比例最高的五国依次是土耳其（96%）、科索沃（90%）、阿尔巴尼亚（58.79%）、波黑（45%）、马其顿（33.3%）[25]，而这五国入盟的进程也是最缓慢的：土耳其早在早在1963年就成为欧共体联系国，但入盟谈判在2005年才开始，而且至今因土耳其不承認亞美尼亞種族大屠殺問題及埃爾多安反對加入歐盟立場明確，使入盟仍然遥遥无期。相比之下，东欧国家1990年剧变之后才启动入盟进程，至今已有超过10个国家入盟；波黑和科索沃是波黑战争和科索沃战争中西方支持的一方，但两者至今仍不是入盟候选国，相比之下，作为两场战争的对立方，塞尔维亚不但是候选国，而且已经启动了入盟谈判，只是因不承認科索沃主權問題而成為塞爾維亞入歐障礙；阿尔巴尼亚也是前东欧社会主义阵营的国家（和爱沙尼亚等国一样），马其顿也是前南斯拉夫首批独立的国家（和斯洛文尼亚等国一样），但那些和它们有着相同政治背景的国家都加入了欧盟，而它们还没有启动入盟谈判，但歐盟已批准阿爾巴尼亞在2024年10月啟動入盟談判。穆斯林国家入盟进度缓慢，一方面是因为穆斯林国家总体相对贫穷，另一方面也有文化差异的原因。

波斯尼亚和黑塞哥维那：境内的宗教分布则为伊斯兰教（约为46%）、东正教（约为36%）、和天主教（约为14%）。波黑依然面对许多政治、经济难题，不过最近它的发展虽然缓慢却十分稳定，因此歐盟对该国入盟的远景看好。由于其政局的动荡，欧盟可能在经济议题上对波黑放宽政策。但是这取决于波黑国内的发展，而且很可能延迟到2014年甚至更晚。波黑已於2016年2月申請入盟。2024年3月21日雙方啟動入盟談判。
科索沃：欧盟部分成员国不承认的有限承认国家，非联合国成员国。至2008年，阿尔巴尼亚人在科索沃总人口中已超过90%，大多数阿尔巴尼亚族信奉伊斯兰教。

### 前苏联的东欧国家
白俄罗斯与俄罗斯有着密切关系的国家在近期内加入欧盟的可能性不大。而烏克蘭與摩爾多瓦已经向歐盟申請，而由于欧盟2007年最后一次扩大完成战略部署的同时，内部问题显露出来，暂缓了扩大的步伐。如果欧盟继续收紧扩大之门，前苏联三个纯欧洲国家有可能就此无缘欧盟。因为①地处欧盟外围，但他们入盟会实质性地增添欧盟的战略空间，相反它们可以作为歐俄之间的战略缓冲但是可能使歐盟俄羅斯用天然氣制裁，這與北約東擴的做法十分相似；②乌克兰和白俄罗斯属于東歐国家，特别是乌克兰是面积最大的纯欧洲国家，人口也与法德英等国相当，入盟将对欧盟的权力架构产生冲击；。目前除了摩尔多瓦態度明確外，白俄罗斯仍未表態是否加入歐盟，而原先與歐盟進行申請入盟前期談判的乌克兰目前也和歐盟關係陷入停滯狀態，但2022年2月28日深陷俄羅斯入侵烏克蘭戰爭的烏克蘭正式申請加入歐盟。2022年6月23日，烏克蘭與摩爾多瓦成為歐盟候選國。
白俄罗斯：白俄罗斯由于被认为民主程度不够以及與歐盟的西方價值觀不同而在近期内无法加入欧盟。虽然白俄罗斯的生活水準与其東邊和南邉的非歐盟成員國周边国家相比稍高，但是因為白俄政府的獨裁政策令市场经济几乎不存在，而且近年来甚至连俄罗斯都对该国迟缓的改革表示不满。如果白俄羅斯继续保持目前的势头，它絕不可能加入欧盟。
乌克兰：在俄羅斯入侵烏克蘭後，經最高拉達全票同意後，向歐盟遞上申請緊急加入歐盟書並於同年6月成為歐盟候選國。但是由於普京仍繼續派兵入侵烏克蘭的戰爭至今仍沒有結束，且烏克蘭國內基礎設施等等以被摧毀，世界银行估计戰後重建至少需要3490亿美元。
摩尔多瓦：摩尔多瓦在近期内加入欧盟的希望渺茫，因为它依然面对着贫困问题，而且政局动荡。更重要的是，该国的外交政策更倾向于倚赖俄罗斯而不是欧盟。而摩尔多瓦与罗马尼亚（该国于2007年加入欧盟）的关系也十分紧张。不过摩尔多瓦与罗马尼亚統一的可能性也一直存在，因为摩尔多瓦曾经就是罗马尼亚的一部分，而且两国的民族文化和语言也基本相同。如果摩尔多瓦与罗马尼亚合并，那么它将自动成为欧盟的一部分，但是这种可能性很低。据报道摩尔多瓦国内有许多人支持加入欧盟，但是在2004年5月1日欧盟扩大时有一批欧盟支持者被当局以反民族主义的罪名逮捕。2007年，摩尔多瓦加入了中欧自由贸易协定，该组织是欧洲经济区与入盟候选国统一市场的过渡阶段，其它成员国都是欧盟计划中的扩大对象国，曾经的成员国都在逐个“转正”成为欧盟成员国，这预示着摩尔多瓦比乌克兰和白俄罗斯有更加光明的入盟前景，因为从历史趋势来看，欧盟将囊括欧洲三大亲缘族群中的两个，即日耳曼语族和拉丁语族，而摩尔多瓦是唯一没有加入欧盟阵营的拉丁语国家。2022年6月23日成為歐盟候選國，但在入盟前摩尔多瓦的經濟仍需要持續改革，因為與其他歐洲國家甚至乌克兰和白俄罗斯相比，摩尔多瓦仍舊非常貧窮，甚至是歐洲最貧窮落後的國家。
除了經濟問題外，摩尔多瓦與佔據該國東側邊界並實際獨立的德涅斯特河沿岸共和國的紛爭可能也會成為是否能加入歐盟的變數，尤其加入歐盟後可能也會使德涅斯特河沿岸共和國的立場變成如同北賽普勒斯那般非常微妙，而駐在該地的俄國軍隊和本地的犯罪率可能也會歐盟當局做出是否讓摩尔多瓦加入歐盟的依據。如今，摩尔多瓦政府更增添了德涅斯特河沿岸步克里米亚后尘的顾虑，不敢大张旗鼓地加速入欧进程。雖然摩國當局與之前加入歐盟前的東歐國家一樣加入了中欧自由贸易协定，但這些東歐國家都並未像摩尔多瓦那樣面臨到如同德涅斯特河沿岸共和國那般棘手的問題。另外隨著2016年摩爾多瓦親俄總統伊戈爾·多東上任，摩爾多瓦要短期內申請入歐或進行入歐談判十分困難。
但是在2020年摩爾多瓦總統選舉中，親歐盟的馬婭·桑杜成功擊敗爭取連任的親俄總統伊戈爾·多東，分析認為她勝出意味國策將轉傾歐盟，對俄國影響是重挫。2022年3月3日，摩爾多瓦連同烏克蘭和格魯吉亞一起緊急申請加入歐盟，並於同年6月正式成為歐盟候選國同年6月23日，摩爾多瓦成為歐盟候選國。

### 俄罗斯
目前由於普京故意發動俄羅斯入侵烏克蘭戰爭的關係，令全球多國相繼制裁俄羅斯總統普京、政府多個高層成員以及俄企，短期內俄罗斯絕對不會且不可能有申請加入欧盟意願，俄罗斯申请加入欧盟的可能性更是零。根据欧盟比例代表制的表决方式，俄罗斯的加入将会导致欧盟内权力的失衡，並打破區域平衡。除了它幅员辽阔外，也有人认为俄罗斯不属于欧洲，他们的理由与反对土耳其加入欧盟的理由相同：俄罗斯大部分的领土在亚洲境内，而非欧洲。但与土耳其不同的是，俄罗斯的经济、政治中心都在欧洲，大部分俄罗斯人也居住在欧洲。俄罗斯若要加入欧盟，还有许多问题要解决，特別是在民主、言論自由、人權、司法獨立等方面，俄罗斯在多方面均不符合歐盟的要求。
即使剔除俄羅斯入侵烏克蘭戰爭以及假設俄羅斯政府是奉行多黨民主制兼且是親西方等因素，俄羅斯基本上也是較難加入欧盟，虽然俄罗斯是传统的欧洲（東歐）国家，因为欧盟内部需要国家间力量均衡，互相依赖、互相制约；俄罗斯加入势必打破力量均势，造成一国独大。一些东欧小国（如波蘭、摩爾多瓦、立陶宛等）对俄罗斯仍然疑虑重重，历史上经历了被瓜分、吞并、割地等苦难后，担心俄罗斯重夺沙皇俄国或苏联的势力，会强烈反对俄罗斯入盟。加入若俄羅斯加入了歐盟或使俄羅斯控制歐盟，打破原本由法國、德國主導歐盟的局面。此外，贫富差距、经济改革和腐败等問題都是俄罗斯加入欧盟的绊脚石。此外俄罗斯内部也有很多不安定因素，例如較多俄羅斯人（以極右派光頭黨支持者尤甚）比較排斥信奉其他宗教的少數民族，特別是车臣、印古什、達吉斯坦等北高加索分離主義和恐怖主義的治安问题。

### 前苏联的高加索国家
这些国家在动乱中渡过了1990年代，它们的入盟将可能是有争议的，因为虽然它们政治上属于欧洲，地理上却不是。欧盟表示欢迎它们成为欧洲的一部分，并且希望看到一个更加繁荣的高加索地区。不过这些国家大都与俄罗斯保持着紧密的关系，要加入欧盟之前还必须先与欧洲其他国家发展关系。
就冷战后的国际格局来看，外高加索国家不太可能加入欧盟，它们与真正欧洲国家没有边界，如果加入势必大大加重欧盟的安全、治安、移民等等负担（但歐盟若最終願意接納土耳其入盟，外高加索国家与真正欧洲国家没有边界的問題將迎刃而解）。欧盟对外高加索国家入盟愿望的暧昧态度（甚至还有对土耳其），其实是欧盟的政治手段，即扶持一批亲欧盟的卫星国，以改善欧盟的外部环境。
不過值得注意的是，高加索三小國當中的亞美尼亚和阿塞拜疆已於2015年取得由中俄控制的上海合作組織的對話夥伴國的身份，假設這兩國最終加入上海合作組織成為會員國，日後加入歐盟機率大減。
亚美尼亚：亚美尼亚与邻国阿塞拜疆的领土纠纷依然未解决，两国目前已经签署了为期10年的停火协议。但是紧张关系依旧存在，阿塞拜疆的国防开支年年都在增加，战争随时可能爆发。亚美尼亚的经济虽然保持增长，但是幅度很小。外国投资者对亚美尼亚的信心不足，而该国20%的人口已经离开自己的国家，希望在国外寻找到更好的生活。虽然亚美尼亚在文化上与欧洲相通，而且民意调查显示多数亚美尼亚人支持加入欧盟，该国政府从未公开表示过希望加入欧盟的意愿。它在入盟的道路上必须先处理好领土争端和腐败问题，但是加入欧盟的希望还是存在的。
格鲁吉亚：格鲁吉亚近年来进行了很多项改革。在2004年格鲁吉亚总统米哈伊·薩卡什維利上台后，格鲁吉亚政府的政策轉向親西方，多次在公开场合表示了希望加入欧盟的意愿，而该国与欧盟和美国的关系也得到加强。但该国与阿塞拜疆也存在领土争议，另一方面2008年也與俄羅斯有過軍事衝突。格鲁吉亚是所有高加索国家中最有希望加入欧盟的，並且於2022年3月3日提出入盟申请。2022年6月23日，格魯吉亞成為歐盟潛在候選國並於2023年成為歐盟候選國。不過因為格魯吉亞親俄執政黨夢想黨和其總理科巴希澤推行外國代理人法案，令歐盟和美國不滿格魯吉亞政府有威權傾向，故此歐盟暫停了格魯吉亞加入歐盟章節審查進程
阿塞拜疆：阿塞拜疆的大多数人口是穆斯林，而且在文化上与欧洲存在隔阂。与多国的领土争端依然未获解决，特别是该国境内的纳卡地区，仍然处于亚美尼亚族的事实独立状态。该国的军费开支对欧盟来说偏高，被认为不利于地区和平，同時在政治上阿塞拜疆也同白俄羅斯一樣並不自由可能也會與歐盟之間產生歧見。另盛产石油的阿塞拜疆在基础设施方面有所改进，但是大多数资金却无法有效地帮助该国脆弱的经济。该国未表明加入欧盟的意愿。

## 欧洲以外地区加入欧盟的问题

### 南地中海国家

#### 摩洛哥
1987年曾申请加入欧盟，但是因不是欧洲一部分的理由被驳回。即使在这方面的限制被放宽，摩洛哥在加入欧盟前依然面临其他许多问题，包括不够发达的经济以及占领西撒哈拉等。目前，摩洛哥与欧盟有着特殊的双边关系（advanced status）。2006年，欧盟表示与摩洛哥的关系非常紧密，且正在考虑与其达成更多协议。

#### 突尼斯
在1995年成为欧盟准会员国，准备在2008年之前完全开放市场，消除贸易壁垒。自由贸易区一旦建立，突尼斯的地位就等同于目前挪威和冰岛的地位。但是，目前还没有计划近一步加强突尼斯与欧盟的关系。

#### 阿爾及利亞
在1958年法國成為欧洲经济共同体的創始會員國時，當時尚未脫離法國獨立的阿爾及利亞隨即也成為欧盟的一部分直至1962年獨立後直接脫離欧洲共同体（與格陵兰全民公决脫離不同）。

### 以色列
雖然直到2010年，歐盟和以色列雙方還沒有提及以色列加盟的計劃，但是有多名歐盟和以色列政客理論上贊成以色列加入歐盟，包括前以色列外長西爾凡·莎琳，現任以色列外長阿維格多·利伯曼，和意大利總理西爾維奧·貝盧斯科尼。近年也有兩名意大利歐盟議會議員大力提倡歐盟開始與以色列進行加入歐盟的程序。
在以色列當地，2004年的一次民意調查顯示84％的國民會支持以色列加入歐盟。
以色列多次暗示加入歐盟是未來可能的發展之一。有學者認為以色列加入歐盟的可能性比較高，因為以色列的文化與歐洲一樣 (或者已經達到一個非常歐化的地步)，而以色列的國民收入也與其他歐洲國家接近。但直至現在，歐盟只談到以色列與歐盟達成加盟以外最緊密的一體化。以色列加盟或者緊密一體化的問題也受到其他因素影響，包括中東局勢緊張和歐盟成員普遍對以色列某些政策（尤其是以色列對約旦河西岸，加沙走廊和黎巴嫩的政策）存有不滿。但支持以色列加入歐盟的人普遍說加盟有可能加快當地的和平進程，因為加盟後，以色列有條件依賴歐盟的強大軍力。這樣。以色列可以在沒有國土安全的憂累下撤出加沙和約旦河西岸。
到目前為止，歐盟並沒有要求歐洲理事會去決定以色列是不是一個歐洲國家的問題。但以色列與摩洛哥（多年前曾申請過加入歐盟）一樣，兩國都是在普遍認為是歐洲地區的範圍外，而兩國都不是歐洲理事會的會員。這也有可能表示以色列注定與摩洛哥一樣，永遠不能加入歐盟。但是，以色列可以從歐盟的鄰國政策（Neighbourhood Policy）達到非常緊密的一體化。
以色列和其近邻塞浦路斯有着相当多的相似地位：两国都在亚洲范围内，都是东地中海国家，都是欧洲文化的辐射区。两国都有着重大战略地位：塞浦路斯环视东地中海，成为绝佳的海上据点；而以色列的国土连接亚洲与非洲，也连接大西洋与印度洋，是欧洲试图控制的两大战略咽喉之一（另一为土耳其海峡）。两国都在欧洲基督教文明寻根中扮演重大角色：以色列拥有欧洲基督文明的圣地，塞浦路斯则是连接欧洲与圣地的纽带；塞浦路斯曾是西方十字军的前方主要据点，而以色列是其主要目的地。欧盟接纳塞浦路斯时该国被认为是亚洲国家，而且处于强烈政治分裂和领土争议之中，欧盟出于战略考虑，无视这些问题，迫不及待地吸纳了塞浦路斯，这两个问题也正是阻碍以色列入盟的主要障碍，可见欧盟在将来某个时刻接纳以色列是完全可能的。
西班牙現任外長米格爾·安赫爾·莫拉蒂諾就曾經建議歐盟給予以色列一種「尊貴夥伴」關係（Privileged Partnership）。這種關係將會給予以色列所有歐盟會員應有的得益，只是沒有參加歐盟機構的權利。在2005年，一名歐盟副專員更提倡歐盟與以色列創做一個共同貨幣和經濟區的可能性。

### 海外领土
欧盟成员国的海外领土和自治区域享有特殊的待遇。在一些时候即时不属于欧洲的海外领土也是欧盟的一部分（像法属圭亚那），虽然还有一些却不是。他们可以在任何时候选择加入或退出欧盟，虽然它们本身不是欧盟的正式成员国。

#### 格陵兰
丹麦的海外领土格陵兰在1973年丹麦加入欧盟后也自动成为欧盟的一部分。1979年格陵兰取得自治地位，该地区在举行全民公决后决定于1985年2月1日离开欧洲共同体，这也是第一个离开欧盟的地区或国家。格陵兰重新加入欧盟的可能性非常小，因为它已经越来越独立，并且与地理上更接近的北美国家发展了关系。

#### 法羅群島
羅馬條約清晰指明，法羅群島並非歐盟的一部分。 歐盟的自由流動貨物、人員、資本和服務以及其他法律指令皆不適用於當地。
丹麥加入歐盟的條約中有條例聲明，所有居住在法羅群島的丹麥公民並不被視為歐盟公民，（其他居住在當地的歐盟公民依然保持原有身份）除非有特殊許可，無權在歐盟內定居。
法羅群島同樣沒有加入申根區。雖然法羅群島與申根區之間沒有邊境管制，但是會在機場設置護照檢查。
法羅群島右翼政黨——聯盟黨（Sambandsflokkurin）主張加入歐盟。然而左翼政黨共和黨則擔憂，如果法羅群島加入歐盟，則可能如設得蘭群島以及奧蘭一樣在歐盟內部被邊緣化，同時稱，相比加入歐盟，法羅群島更願意優先解決與丹麥的政治關係。
法羅群島方面最主要的擔憂是漁業——漁業占當地90%的出口份額。由於漁業對當地的經濟影響太大，而群島的人口相對歐盟總體來說極小，因此法羅群島並不願意把漁業控制權交給歐盟。

#### 奧蘭
奧蘭群島分別公投後，在1995年以宗主國芬蘭身份加入歐洲聯盟。奧蘭群島居民無須上繳歐盟增值稅及其他稅。歐洲公民自由出入及買賣房地產權利，無法伸展至奧蘭群島。